# Apolysis stuckenbergi
Apolysis stuckenbergi är en tvåvingeart som beskrevs av Hesse 1975. Apolysis stuckenbergi ingår i släktet Apolysis och familjen svävflugor. Inga underarter finns listade i Catalogue of Life.